# Хронологія російської збройної агресії проти України (з 2014)
У статті у хронологічному порядку наведено події російської збройної агресії проти України, яка розпочалася в 2014 р., а також важливі події, у тому числі у взаємовідносинах країн, що передували вторгненню.
Російська агресія проти України і її незалежності має декілька основних послідовних і пов'язаних етапів:
1. Підготовка до агресії. Причини агресії. Невійськові агресивні дії.
2. Захоплення і анексія АР Крим і м.Севастополь у 2014 р.
3. Війна на сході України (з 2014 р.)

3.1. Захоплення Донбасу і звільнення частини окупованих районів (2014)
3.2. Збройне протистояння під час дії Мінських угод. (2015 - 2021)
4. Широкомасштабне російське вторгнення в Україну з 24.02.2022
4.1. Окупація росіянами прикордонних регіонів і Приазов'я (лютий-березень 2022)
4.2. Відступ окупантів з північних областей і активізація бойових дій на Донбасі (квітень-серпень 2022)
4.3. Перехід ЗСУ до контрнаступальних дій (вересень 2022). Звільнення східної Харківщини (вересень) і правобережної Херсонщини (листопад).

Для покращення сприйняття стаття поділена на послідовні частини:
- Передумови та причини російсько-української війни
- Хронологія окупації Криму Російською Федерацією
- Хронологія війни на сході України; Хронологія війни на сході України (квітень — червень 2014); Хронологія війни на сході України (липень — вересень 2014)
- Хронологія російського вторгнення в Україну (з 2022)